# Serchio
Serchio – rzeka w środkowych Włoszech, przepływająca przez Toskanię. Ma długość 111 km, a powierzchnia jej zlewni wynosi 1404 km².